# Lengers
Lengers ist ein Stadtteil von Heringen (Werra) im osthessischen Landkreis Hersfeld-Rotenburg.

## Geographische Lage
Lengers liegt in Osthessen südlich des Hauptortes an der Werra. Durch den Ort verläuft die Landesstraße 3172.

## Geschichte

### Ortsgeschichte
Erstmals urkundlich erwähnt wird das Dorf im Jahre 1402 mit dem Ortsnamen Lengerichs.
Zum 31. Dezember 1970 wurde die bis dahin selbständige Gemeinde Lengers im Zuge der Gebietsreform in Hessen in die Gemeinde Heringen (Werra) auf freiwilliger Basis eingemeindet.
Für Lengers wie für alle im Zuge der Gebietsreform nach Heringen eingegliederten Gemeinden wurde je ein Ortsbezirk mit Ortsbeirat und Ortsvorsteher nach der Hessischen Gemeindeordnung gebildet.

### Einwohnerentwicklung
| Lengers: Einwohnerzahlen von 1834 bis 2020 | Lengers: Einwohnerzahlen von 1834 bis 2020 | Lengers: Einwohnerzahlen von 1834 bis 2020 | Lengers: Einwohnerzahlen von 1834 bis 2020 | Lengers: Einwohnerzahlen von 1834 bis 2020 |
| --- | ------------------------------------------ | ------------------------------------------ | ------------------------------------------ | ------------------------------------------ |
| Jahr |                                            |                                            |                                            | Einwohner                                  |
| 1834 | 1834                                       |                                            | 326                                        | 326                                        |
| 1840 | 1840                                       |                                            | 337                                        | 337                                        |
| 1846 | 1846                                       |                                            | 365                                        | 365                                        |
| 1852 | 1852                                       |                                            | 351                                        | 351                                        |
| 1858 | 1858                                       |                                            | 330                                        | 330                                        |
| 1864 | 1864                                       |                                            | 365                                        | 365                                        |
| 1871 | 1871                                       |                                            | 335                                        | 335                                        |
| 1875 | 1875                                       |                                            | 347                                        | 347                                        |
| 1885 | 1885                                       |                                            | 298                                        | 298                                        |
| 1895 | 1895                                       |                                            | 282                                        | 282                                        |
| 1905 | 1905                                       |                                            | 342                                        | 342                                        |
| 1910 | 1910                                       |                                            | 398                                        | 398                                        |
| 1925 | 1925                                       |                                            | 472                                        | 472                                        |
| 1939 | 1939                                       |                                            | 617                                        | 617                                        |
| 1946 | 1946                                       |                                            | 777                                        | 777                                        |
| 1950 | 1950                                       |                                            | 830                                        | 830                                        |
| 1956 | 1956                                       |                                            | 896                                        | 896                                        |
| 1961 | 1961                                       |                                            | 918                                        | 918                                        |
| 1967 | 1967                                       |                                            | 1.080                                      | 1.080                                      |
| 1970 | 1970                                       |                                            | 1.120                                      | 1.120                                      |
| 1980 | 1980                                       |                                            | ?                                          | ?                                          |
| 1990 | 1990                                       |                                            | ?                                          | ?                                          |
| 2000 | 2000                                       |                                            | 1.072                                      | 1.072                                      |
| 2009 | 2009                                       |                                            | 957                                        | 957                                        |
| 2011 | 2011                                       |                                            | 843                                        | 843                                        |
| 2020 | 2020                                       |                                            | 836                                        | 836                                        |
| Datenquelle: Historisches Gemeindeverzeichnis für Hessen: Die Bevölkerung der Gemeinden 1834 bis 1967. Wiesbaden: Hessisches Statistisches Landesamt, 1968. Weitere Quellen: bis 1970 LAGIS; Stadt Herringen; Zensus 2011 |                                            |                                            |                                            |                                            |

### Religionszugehörigkeit
| • 1885: | 298 evangelische (= 100,00 %) Einwohner                            |
| • 1961: | 811 evangelische (= 88,34 %), 105 katholisch (= 11,44 %) Einwohner |

## Politik
Für den Stadtteil Lengers besteht ein Ortsbezirk (Gebiete der ehemaligen Gemeinde Lengers) mit Ortsbeirat und Ortsvorsteher nach der Hessischen Gemeindeordnung. Der Ortsbeirat besteht aus sieben Mitgliedern. Bei Kommunalwahlen in Hessen 2021 lag die Wahlbeteiligung zum Ortsbeirat bei 53,84 %. Es erhielten die CDU mit 10,13 % einen Sitz, die SPD mit 79,03 % fünf Sitze und „Gemeinschaftsliste Heringen“ mit 10,84 % einen Sitz. Der Ortsbeirat wählte Alfred Rost (SPD) zum Ortsvorsteher.

## Sehenswürdigkeiten
Für die unter Denkmalschutz stehenden Kulturdenkmäler des Ortes siehe die Liste der Kulturdenkmäler in Lengers.

## Persönlichkeiten
- Lothar Wächter (* 1952), Kirchenrechtler und Domkapitular
- Klaus von Dambrowski (* 1953), Konteradmiral
- Uwe Bein (* 1960), Fußballspieler